# Medalla de Galícia
La Medalla de Galícia és una distinció d'honor que concedeix la Xunta de Galícia, a persones o institucions pels seus mèrits al servei de Galícia en qualsevol aspecte de la realitat social, cultural o econòmica.
Creada el 1984 amb una única categoria, d'or. Fins a 1991 es van atorgar únicament quatre medalles, dues d'elles a títol pòstum, a partir d'aquesta data es van crear dues categories més (argent i bronze) i es va fer més prolífica la seva concessió, arribant a concedir-se fins a 34 medalles per any. A partir de 2006, les seves categories es van reduir, de nou, a una única -la medalla d'or-, amb la finalitat de racionalitzar i recuperar el màxim valor del guardó
És la més alta condecoració que atorga la Xunta de Galícia. El seu acte de concessió sol coincidir amb el 25 de juliol, Dia de Galícia.

## Medalles d'Or de Galícia
- 1984. Castelao (pòstuma).
- 1985. Joan Carles I d'Espanya.
- 1986. Antonio Rosón Pérez (pòstuma).
- 1990. Centro Galego de Bos Aires.
- 1991. Xulio Prieto Nespereira.
- 1992. Joan Pau II.
- 1993. Mário Soares.
- 1994. Luis Alberto Lacalle

Carlos Saúl Menem.
- 1995. Juan Carlos Wasmosy

Universitat de Santiago de Compostel·la
Agrupación Táctica Galicia.
- 1996. Jorge Sampaio

Museu de Pontevedra.
- 1997. Citroën Hispania, S.A.

Julio María Sanguinetti.
- 1998. Álvaro Arzú

Fernando Henrique Cardoso
Antonio María Rouco Varela.
- 1999. Esperidião Amin Helou

Andrew Willoughby Ninian Bertie
Paulo Coelho
Miguel Ángel Rodríguez Echeverría
Ángelo Sodano.
- 2000. Manuel Cordo Boullosa (pòstuma).
- 2001. Caixa Galicia

Gustavo Noboa
Francisco Fernández del Riego
Eugenio Granell.
- 2002. Deportivo de La Coruña.
- 2003. Loyola de Palacio

Francisco Álvarez Cascos
José Luis Meilán Gil.
- 2004. Associació de Víctimes del Terrorisme

Rodolfo Martín Villa
Alfonso Castro Beiras
Faro de Vigo
El Correo Gallego.
- 2005. Real Coro Toxos e Froles

Santiago Rey Fernández-Latorre
Agustín Sixto Seco (póstuma).
- 2006. Reial Acadèmia Gallega.
- 2007. Isaac Díaz Pardo.
- 2008. Editorial Galaxia.
- 2009. Xerardo Fernández Albor

Fernando González Laxe
Manuel Fraga Iribarne
Emilio Pérez Touriño.
- 2010. Cabido de la Catedral de Santiago.

Víctor Manuel Vázquez Portomeñe.
- 2011. Instituto da Lingua Galega

Ángel Carracedo.
- 2012.[4] Javier López López, Rodrigo Maseda Lozano e José Antonio Villamor Vázquez (policies nacionals, herois de l'Orzán)

Milladoiro
Real Academia de Medicina e Cirurxía de Galicia.
- 2013. Ceferino Díaz (pòstuma)

Fundación Penzol
ONCE.
- 2014. Víctimes, voluntaris i rescatadors d'Angrois
- 2015. David Cal

Xosé Neira Vilas
Manuel Sánchez Salorio
Enrique Beotas

## Medalles d'Argent de Galícia

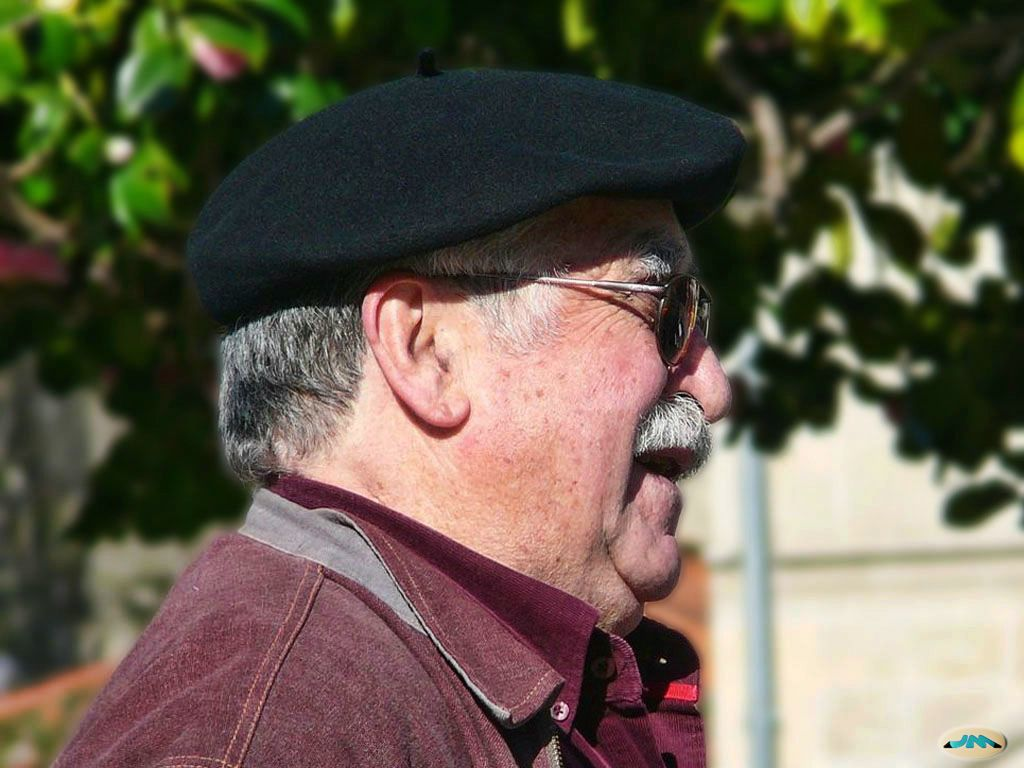
José Luis Torrado, medalla d'argent en 1998

- 1991: Feliciano Barrera, Círculo das Artes de Lugo, Manuel Díaz y Díaz, Ramón Domínguez Sánchez, Carlos Martínez-Barbeito e Jesús Precedo Lafuente.
- 1992: Pedro Campos, Manuel Feijoo Sousa, David Ferrer Garrido, Derek Lomax (póstuma), Santiago Ruiz Martínez i Roberto Tojeiro Díaz.
- 1993: Ánxeles Alvariño, Luis Braga da Cruz, José Bugarín Pereira, Réné de la Coste-Messellière, Francisco García Díez, Cesáreo Gil, Juan Pardo, Rafael Vera e Joaquim Veríssimo
- 1994: Daniel Barata Quintas, Heriberto García Seijo (póstuma), Hogar Galego para Anciáns de Domselaar, Henrique López Veiga, Xulio Francisco Ogando, Xosé Manuel Rey de Viana, Sociedad Reconquista del Teatro Avenida i Cándido Velázquez-Gaztelu.
- 1995: Jaime Arriandaga, Ramiro Bravo Díaz, Bernardino Breijo, Javier de la Gándara, Padroado Rosalía de Castro, Chano Piñeiro (pòstuma), Francisco Reyes Oliveros, Manuel Rosales i Ignacio Varela Eiras.
- 1996: Amigos da Cociña Galega, Carlos Areán, Adegas Joaquín Rebolledo, Miguel Enrique Cabanela, Luis Calvo Sanz, Dasio Carballeira Tello, José Manuel Cortizo Soñora, Shigeichiro Kanamori, Grupo Leyma, Metalúrgica Galaica (Megasa), José Luis Pardos Pérez, tripulació del veler Sebastián de Ocampo, i el Grup 43 de les Forces Armades de l'Exèrcit de l'Aire.
- 1997: Carlos del Álamo, Fernando Aldana, Michael Bowman, Centro Español y Repatriación de Santos, Congregación das Irmás dos Anciáns Desamparados de Galicia, Ángeles de la Gándara, Eulogio Gestal Varela, Carlos Hernández Sande, Hijos de Rivera, Siro López, Vicente Quinta Alfaya, José Rodríguez López, Xulia Vaquero i Toñi Vicente.
- 1998: José Andrade Cobas, Buc auxiliar de l'Armada Britànica RFA Argus, Xesús Carballo, Gabino Castro Gil, Col·lectiu de salvament de la tripulació del buc Sonia Nancy, Cooperativa de Armadores de Pesca do Porto de Vigo, Xosé Lois Foxo, Jesús Martínez Novas, José Antonio Martínez Novas, Fernando Romay, Francisco Silva de Calheiros e Menezes, Juan Soto, José Luis Torrado, José Manuel Touriñán.
- 1999: Jesús Alonso Fernández, ASPRONAGA, Eduardo Barreiros (pòstuma), José Aser Castillo Pereira, Mosteiro de New Norcia, Fernando Díez Moreno, Belarmino Fernández Iglesias, Pablo Fuenteseca, Xerardo García Campos (póstuma), Emilio García Gallego, José María Gil-Robles y Gil-Delgado, Nelson Zúmel, Grupo Losán, Garda de Honra do Terzo de Galegos, Ángela Regina Heinzen, Carlo Marullo di Condojanni, Luís Gregorio Ramos Misioné, Jeannine Warcollier.
- 2000: Agrupacions de mariscadores participants en el Plan Galicia para o Desenvolvemento do Marisqueo a Pé, Marcelo Castro-Rial, Olga Gallego, Manuel Garrido Valenzuela, Manuel Carlos Gómez Díez, Rubén González Cortés, Luís Tomás González del Valle, Juan Francisco Lazcano, António Magalhães da Silva, Ana Pastor, Delmiro Pérez González, José María Ramil Soneira, Guillermo Rojo, Ángel Sanjurjo Bermúdez, Teresa Vidal Gallego.
- 2001: Centro Galego de Biscaia en Barakaldo, Colexio Manuel Peleteiro, Antonia Conde Nieto, Escolas da Inmaculada Concepción de Santiago, Farmacia do Doutor Couceiro Serrano, José Antonio Ferreiro Piñeiro, Xosé María Gómez e Díaz Castroverde, Ernesto Gómez Vidal, Basilio Losada, Fidel Montoto, Pescanova, Robert Georg Plötz, Salvamento Marítimo de Galicia, Unión de Artesáns de Santiago, José Luis Varela Iglesias, Carlos Quintanilla Schmidt
- 2002: Plácido Baamonde, Diego Bernal (pòstuma), Ángel Carracedo, Rafael Catalá, Centro Galego de Montevideo, Colexio Liceo La Paz, Aniceto Charro, Domingos Dosil, Francisco García Bobadilla, José Baltasar Silveira Cañizares, Arnaldo Souza de Azeredo Lobo, Elías Tovar, Zeltia.
- 2003: Eduardo Lamas, Iván Raña, Irmandade Galega de Venezuela en Caracas, Xosé Ramón Gayoso, Televés, Emilio Barcia García-Villamil, Francisco Cal Pardo, Salvador Fernández Troncoso, Elías Rodríguez Varela, Manuel Torreiglesias, Francisco Villar García-Moreno.
- 2004: Xosé María Castellano, José Arijón, Roberto Cal Almeida, Colexio San Xosé de Cluny de Vigo, Colexio Santa Tareixa de Xesús de Ourense, Colexio La Salle de Santiago de Compostela, Fundación San Rosendo, Emilio Bouza Santiago, Ceferino Nogueira, Javier Solano Rodríguez-Losada, Xosé Trillo Fernández-Abelenda.
- 2005: Fernando Álvarez Lamelas, Emilio Atrio, David Cal, Ramiro Carregal, Centro de Interpretación Avifauna, Colexio da Grande Obra de Atocha, Colexio Santiago Apóstol de Bos Aires, José Cusí Ferret, Carmelo Lisón Tolosana, Milagros Otero Parga, Juan Carlos Rodríguez Cebrián, Xosé Seoane Seoane.

## Medalles de Bronze de Galícia
- 1991: Escurís, FINSA, Bartolomé Freire Lago, José María García-Lastra, José González Solla, Grupo de Empresas Campo, Inditex, José Manuel Pando, Luís Moya, Mariano Valle Rodríguez, José Luis Varela Iglesias i Josefina Vilas Raña.
- 1992: Luís Ansorena, Rotilio Bermúdez, Club Gastronómico Rías Altas, Coral de Ruada, Fernando Fraga Rodríguez, Manuel Gómez Larrañeta, Manuel González González, Vicente Gradaille, Institución Benéfica Cottolengo do Parque Alegre, Jealsa, Jesús Montero Viña, Ricardo Portela (pòstuma) i Fernando Seoane Rico.
- 1993: Cociña Económica de Santiago de Compostela, Manuel Fontáns Baloira, Carlos Folgueira García, César Gallego Pita, Grupo Mareusa, Irmáns Misioneiros dos Enfermos Pobres, Valentín Leiro, Xosé Piñeiro Ares, Xosé Pumar Vázquez, José Antonio Rivera Casal, José Luís Sánchez-Agostino, José Carlos Valle Pérez i Daria Vilariño.
- 1994: Asociación Galega de Produtores de Lousa, Asociación Téxtil de Galicia, Ramón Blanco Suárez, Luís Carballo, Castromil, Feiraco, David Fojo Salgueiro, Isidoro Guede, Ángel Hermida Seivane, Manuel Novoa Novoa (pòstuma), Las Rías Gallegas (Miami), Pedro Rivas Prieto, Manuel Ruiz Falcó, Olegario de Saa i Geranio Torreiro.
- 1995: Aleixandre Alves Chaves, Francisco Caravel, Comunidade Hispánica de Asistencia Social de Río de Xaneiro, Juan Díaz González, Luís César Dios, Belarmino Fernández Iglesias, Luís Fernández Somoza, Ruth Gómez Vázquez, Magdalena López Fernández, Armando Raposo, Antonio Rodríguez Freire, Plásticos Ferro, Enrique Suárez Noche, Daniel Turiel (pòstuma) i Álvaro Vázquez Penedo.
- 1996: Xosé María Ballesteros, Ramón Berdullas, Xan das Canicas (Francisco Calvo Guerra), Manuel Ceide, Cooperativa Jesús Nazareno, Cooperativa Vitivinícola do Ribeiro, Marcelino Couso, José María Díaz Fernández, Ramiro Cordejuela, Leonor Jácome, Darío Lamazares, Restaurante Cierto Blanco, Luís Rodríguez Vázquez (póstuma), Manuel Suárez Meijón i José María Vallejo.
- 1997: Cooperativa Santa María dos Remedios, Cooperativa Virxe das Viñas, Enrique Cal Pardo, José Luís Guillín, Francisco Martínez Cortiña, Manuel Moreira Carrascal, María Neyra, Restaurante Loliña, Manuel Robla Riesco, José María Salgado López, Francisco Traspuesto, Maximino Viaño e Juan Zapata Cubeiro.
- 1998: Genaro Arceo Román (pòstuma), Wenceslao Cabezas, Pablo Díaz Novo, Antonio Domínguez Olano, Jesús Fernández Cobelo, Ramón Ferreiro Regos, María do Carmo Kruckenberg, José Limeres, Camilo Quelle, José Sanjurjo Lozano, Sociedade Protectora de Animais e Plantas de Santiago, José Isidro Teijeira Martínez, Mariano Tudela i Emilia Vázquez Cadahía.
- 1999: Manuel Antas Fraga, Grupo Gastronómico Lareira, Eduardo Díaz Cabana, Andrés Díaz, Ovidio Fernández Ojea, Horacio Fernández Presa, Manuel Jamardo Casal, Albino Mallo, Julio Martínez González, Felisa Moreno, Ángel Padín Panizo, Moisés Rivera Casas, Ramiro Vieito Vilas e Manuel Vilariño.
- 2000: Jesús Baamonde González, Jesús Barros López, Carlos de Blas Armada, demetrio Díaz, Miguel González Aguiar, Cástor Lata, Francisco Lorenzo Mariño, José Manuel Pazos Pereira, Carmen Rodríguez-Losada, Ángel Rodríguez Vázquez, Benito Varela Castro, Ángel Vázquez Boedo i Ovidio Vidal.
- 2001: Antón Abreu, Juan Alvite, José Calvo González, Delfina Cendón, Andrés Díaz de Rábago, Carlos Franjo, Celso González Gómez, Ernesto Lagarón Vidal, Manuel Mallo Mallo, Carlos Antonio Ortiz, Waltar Pena Mañana, Juana Permuy, Manuel Ríos Rial, José Rodríguez Rodríguez, Javier Seoane, Manuel Souto Rodríguez, José Manuel Torrente Pérez i Loida Zamuz.
- 2002: Bautista Álvarez Rey, Armería Álvarez, Miguel Ángel Barral Varela (póstuma), José Blanco Pazos, Club Baloncesto Obradoiro, Elías Fernández Pato, Arturo González Gil, Manuel Muñiz, Juan Francisco Pita Porto, Félix Quintero, María del Carmen Quintero Corredoira, Francisco Xavier Rodríguez Fernández, Avelino Rodríguez García i Amelia Valiña.
- 2003: Vicente Agulló Camba (pòstuma), César Barciela González (pòstuma), Antonio Novo Ferreiro (pòstuma), José María Pazos Vidal (pòstuma), Manuel Ferrol Fernández (póstuma), Gabriel Llamas Rábano, José Gómez Bao, Fernando Ríos Catoira, Fundación Galicia Emigración, Asilo Anexo Santovenia, Alfonso Vaquero, Ateneo Santa Cecilia, Dalmiro Blanco Lage, Manuel Cao Corral, Jesús Cea Seoane, Enrique García, José Luis Gómez Mosquera, Juan José Liñares, Ignacio Paz Bouza i Ramón de Vicente Vázquez, Juanjo Liñares.
- 2004: José Alfonso Ferreira Antón, Maika Ferreira, Centro de Transfusión de Galicia, Radio Ecca, Luís Rial, Manuel Taboada (pòstuma), Acolle, José María Ballester, Emilio Baños Santos, Jacinto Blanco Rivadulla, Carolina González Abad, Manuel Santiago Blanco (póstuma), Perfecto Marcote, Natividad Marcotegui, Ezequiel Pérez Montes, Emilio Pérez de Ágreda, Dolores Pita Lissarrague, Cecilio Tejedor, Rafael Tojo Sierra, Unión Protectora de Artesáns de Santiago de Compostela i José Luis Vázquez Vázquez.
- 2005: Gerardo Arias González, Eugenio Basanta, Jorge Baliña, Luis Ignacio Boné, Cáritas Diocesana de Ourense, Manuel Fairén, Enrique Fernández Fernández, Estanislao Fernández de la Cigoña, Rafael Gil Malvido, Eduardo González Val (póstuma), Fogar de Ribadumia en Bos Aires, José Iglesias González, José Benito López Carballedo, María López Muradás, Juan Carlos del Real Gamundi (pòstuma), Obdulia Rendo, Manuel Rodríguez Maneiro, María Teresa Rodríguez Rodríguez, Rogelio Ucha, Benito Vázquez García, José Luis Veiga Infante (pòstuma) i Óscar Villar Díaz.